# .pro
.pro ist eine generische Top-Level-Domain (gTLD), die am 8. Mai 2002 eingeführt wurde und vom Chicagoer Unternehmen RegistryPro verwaltet wird. Die Endung lehnt sich an das englische Wort professional an und war ursprünglich ausschließlich für den beruflichen Gebrauch bestimmt.

## Eigenschaften
Insgesamt darf eine .pro-Domain zwischen vier und 63 Zeichen lang sein. Damit sind zwei- oder dreistellige Adressen im Unterschied zu vielen anderen Top-Level-Domains nicht möglich. Bei der Bestellung mussten Inhaber ihre Qualifizierung nachweisen, indem sie Berufsstand, Datum der Zulassung, ausstellende Behörde und andere persönliche Daten angaben. Diese sind lediglich RegistryPro zugänglich und nicht über den öffentlichen Whois-Server abrufbar.
Die Vergabestelle überprüfte die Qualifizierung von Interessenten nur stichprobenartig, die Konnektierung einer Domain wurde in der Regel in Echtzeit ausgeführt. Im Frühjahr 2009 wurden die offiziellen Kriterien für eine .pro-Domain massiv gelockert, sodass die Top-Level-Domain nun zum Beispiel nicht mehr nur Anwälten und Ärzten, sondern praktisch jedem Kaufmann offensteht. Seit dem 17. November 2015 können auch Privatpersonen .pro-Domains registrieren, Tätigkeitsnachweise sind nicht mehr erforderlich.

## Übernahme
Seit Januar 2012 gehört .pro zu Afilias, das unter anderem auch die Top-Level-Domain .info verwaltet. Das Unternehmen hat RegistryPro für einen nicht genannten Betrag übernommen und führt es als Geschäftseinheit weiter. Nach offiziellen Angaben konnte Afilias die Zahl der registrierten .pro-Domains innerhalb eines Jahres nach der Akquisition verdoppeln: Während im Januar etwa 80.000 Adressen – bereinigt um mittlerweile gelöschte Zifferndomains – vergeben waren, lag die Zahl im Januar 2013 bei 160.000 Domains.